# Janez Janša
Janez Janša (Grosuplje kraj Ljubljane, 17. rujna 1958. kao Ivan Janša), slovenski političar, predsjednik Vlade Republike Slovenije od 2004. do 2008. godine, te od 2012. do 2013. Dužnost premijera Slovenije po treći put obnaša od 2020. godine.
Suđeno mu je u jednom od procesa prije raspada SFR Jugoslavije. Najprije je on s ostatkom uredništva časopisa "Mladina" na najvišim partijskim komitetima optužen za tzv. "kontrarevolucionarno djelovanje" da bi - nakon što je u policijskom pretresu uredništva pronađen jedan povjerljivi vojni dokument - na vojnom sudu zbog odavanja vojnih tajni osuđen na godinu i pol zatvora.
Na prvim demokratskim parlamentarnim izborima u Sloveniji 1990. godine izabran je za parlamentarnog zastupnika. U svibnju 1990. godine imenovan je za ministra obrane, te je u znatnoj mjeri zaslužan za uspješno organiziranje obrane i pobjedonosni ishoda rata u Sloveniji. Dužnost ministra obrane Republike Slovenije obnaša do 1994. godine, u tri uzastopne slovenske vlade. 1994. godine je smijenjen, povodom afere Depala vas, gdje su djelatnici vojnih sigurnosnih službi uhitili jednog civila optuženog za špijunažu. Smijenio ga je tadašnji predsjednik slovenske vlade Janez Drnovšek; Janez Janša i njegov Socijaldemokratski savez Slovenije (SDS) otišli su nakon toga u opoziciju.
Nakon pobjede SDS-a na slovenskim parlamentarnim izborima 2004. godine, Janez Janša je 3. prosinca 2004. godine postao slovenski premijer.
2008. godine SDS gubi izbore, ali kao druga najjača stranka u parlamentu; Janša je neformalni predvodnik oporbe.
2011. godine se protiv njega podiže optužnica u slovenskoj Aferi "Patria": navodno je Janša primio znatno mito od finskog dobavljača oklopnih vozila za slovensku vojsku.
Nakon slovenskih parlamentarnih izbora 2012. godine, Janšin SDS ulazi u vladajuću koaliciju (kao druga najjača stranka), a sam Janša postaje 28. siječnja 2012. godine ponovo premijer. Tu dužnost obnaša do 28. veljače 2013. god. kada mu parlament - povodom sumnji na korupciju - izglasava nepovjerenje.
Nakon što je pravomoćno osuđen na dvije godine zatvora kao jedan od krivaca u Aferi Patria, Janša je 20. lipnja 2014. godine otišao na odsluženje zatvorske kazne. Do zatvora su ga pratili njegovi prijatelji i političke pristalice, njih približno 1000 - koji smatraju da je suđenje politički motivirano i namješteno. Na parlamentarnim izborima 2014. godine njegov SDS dobiva 20,7% glasova (druga najjača stranka), a sam Janša - koji je i dalje u zatvoru - biva ponovno izabran u parlament. Na sjednice parlamenta dolazio je Janša ravno iz zatvora.
U travnju 2015. godine Ustavni sud Slovenije poništio je presudu Janši i slučaj vratio na ponovno suđenje. Janša je oslobođen iz zatvora. Pred televizijskim kamerama tvrdi da mu je suđenje namješteno iz krugova nelustriranih pripadnika slovenske komunističke elite, da progon orkestrira nekadašnji komunistički čelnik i predsjednik Republike Slovenije Milan Kučan kojega naziva "sivom emninencijom slovenske titoističke ljevice" i "vrhom udbaške hobotnice u Sloveniji", koji se oslanja na strukture proizlašle iz slovenske UDBE što navodno danas vode glavnu riječ u Sloveniji: ukazuje Janša na bizarnu činjenicu da ga je povodom Afere Patria uhitila baš supruga onog djelatnika UDBE, koji ga je 1988. godine uhitio zbog špijunaže protiv Jugoslavije. 16. listopada 2015. godine predstavlja - kao ponovno izabrani predsjednik stranke - SDS na sastanku vodstva Europske pučke stranke u Bruxellesu. Tijekom 2015. godine, stranka koju ponovo vodi Janša se natječe u popularnosti sa Strankom modernog centra slovenskog premijera Mire Cerara, potvrđujući status jedne od glavnih stranaka u Sloveniji.
U lipnju 2018. godine Janšina stranka pobjeđuje na parlamentarnim izborima s osvojenih 25 mandata. Međutim drugoplasirani Marjan Šarec okuplja ljevičarsku koaliciju stranaka te sastavlja manjinsku vladu. 27. siječnja 2020. Šarec podnosi ostavku zbog međusobnog nerazumijevanja s koalicijskim partnerima, a 3. ožujka 2020. Slovenski parlament tajnim glasovanjem izabire Janšu za novog premijera.